# Дора Хартман
Дора Хартман (на немски: Dora Hartmann, по баща Карплус) е австрийска и американска психоложка (вкл. психоаналитичка) и педиатърка.

## Биография
Родена е през 1902 година във Виена, Австро-Унгария, като най-малкото от 4 деца в семейство на адвокат. Учи медицина, после специализира по педиатрия.
Започва да работи като педиатър. Публикува есета, свързани с децата, между 1927 и 1931 г. В края на 1920-те е анализирана от Зигмунд Фройд. През 1928 г. се омъжва за психоаналитика Хайнц Хартман, съосновател на Его психологията.
След аншлуса на Австрия с Германия с мъжа ѝ се местят първо в Швейцария, после във Франция, заминават за Ню Йорк до 1941 г. Там тя довършва психоаналитичното си обучение и става член на Нюйоркското психоаналитично общество през 1948 г. След 10 години вече е и обучаващ аналитик в същото общество.
Умира на 20 февруари 1974 година в Ню Йорк на 72-годишна възраст.

Останките на Хартман са погребани до съпруга й в гробището на планинската църква от 15-ти век Fex-Crasta във Fextal, която е част от община Sils im Engadin/Segl в швейцарския кантон Граубюнден. Надгробната плоча носи цитат от романа „Тъй рече Заратустра“ на немския философ Фридрих Ницше, който прекарва няколко лета в близкия Силс през 1880 г.: 
„Weh spricht vergeh / Doch alle Lust will Ewigkeit / Will tiefe, tiefe Ewigkeit“

[„Горко казва да си отидеш / Но всяко удоволствие иска вечност / Иска дълбока, дълбока вечност“]